# Krakers

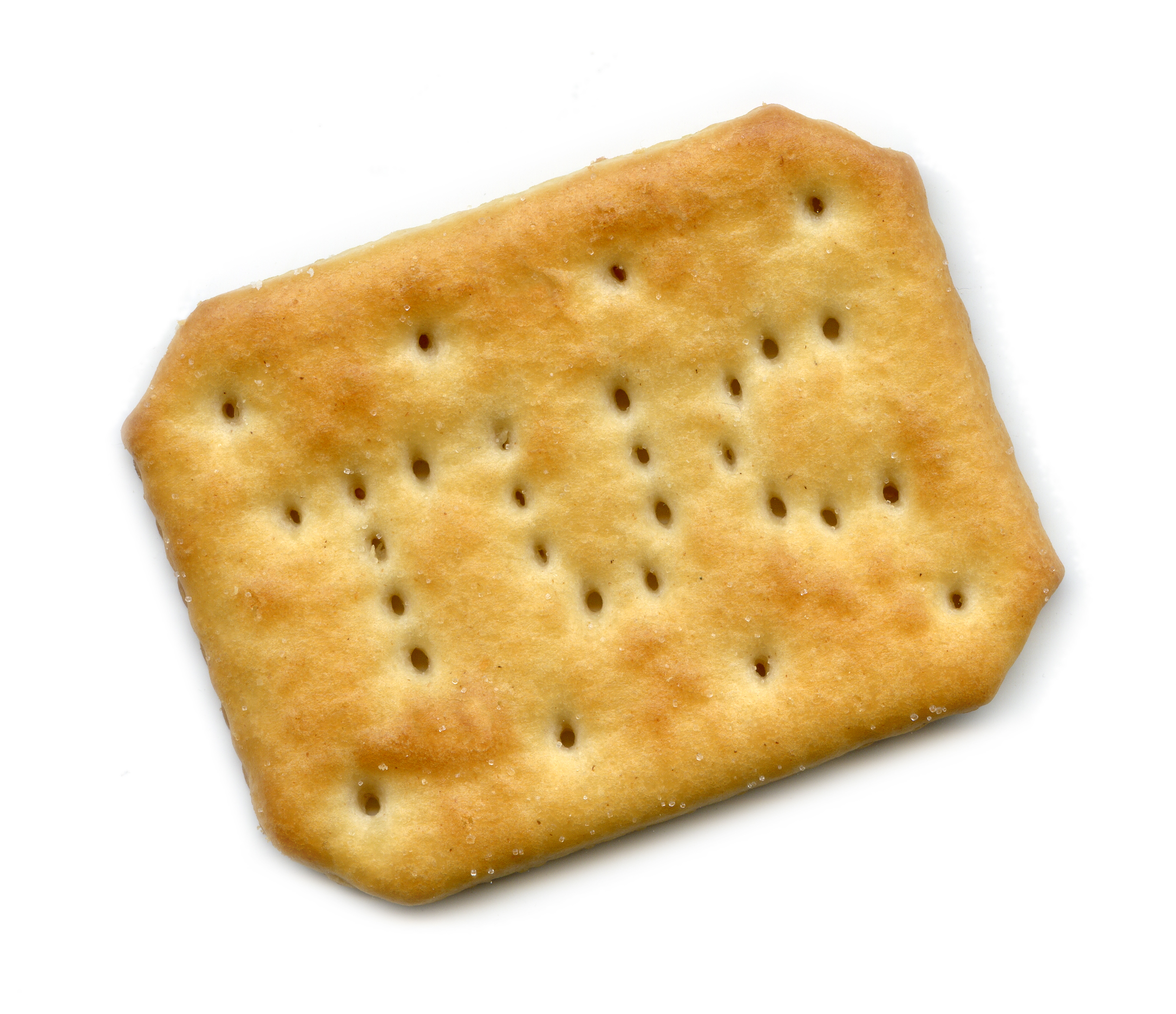
Krakers

Krakers (crackers) – cienkie, chrupiące, słonawe ciastko.
Krakersy mogą zawierać dodatki smakowe takie jak ser, cebula, zioła czy też pikantne przyprawy. Podobnie jak precle, krakersy są spożywane jako przekąska lub jako mały dodatek do wina, piwa, sera i tym podobnych. Można używać ich również jako podstawy do tartinek.